# Mark Watring
Mark Watring (2 de mayo de 1963) es un jinete puertorriqueño que compitió en la modalidad de salto ecuestre. Ganó una medalla de oro en los Juegos Panamericanos de 2003, en la prueba individual.

## Palmarés internacional
| Juegos Panamericanos | Juegos Panamericanos            | Juegos Panamericanos | Juegos Panamericanos |
| Año                  | Lugar                           | Medalla              | Categoría            |
| -------------------- | ------------------------------- | -------------------- | -------------------- |
| 2003                 | Santo Domingo (Rep. Dominicana) | Medalla de oro       | Individual           |